# Ярмош Валерій Олегович
Валерій Олегович Ярмош (нар. 15 січня 1995) — український футболіст, півзахисник канадського клубу «Воркута» (Торонто).

## Життєпис
Вихованець хмельницької ДЮСШ-1, у футболці якого з 2009 по 2012 рік виступав у ДЮФЛУ. У 2013 році уклав перший професіональний контракт, з «Динамо». У футболці хмельницького клубу дебютував 14 липня 2013 року в програному (1:3) домашньому поєдинку 1-го туру Другої ліги України проти кременчуцького «Кременя». Валерій вийшов на поле на 82-ій хвилині, замінивши Богдана Немитова. Проте після цього вже за динамівців не грав й перейшов до іншого хмельницького клубу ДЮСШ-1, який виступав в обласному чемпіонаті. З 2014 по 2015 рік виступав у чемпіонаті Хмельницької області за ФК «Ружичанка», «Случ» (Старокостянтинів) та «Перлину Поділля» (Білогір'я). У сезоні 2015/16 років захищав кольори футзального клубу «Спортлідер плюс 2» (Хмельницький).
У 2017 році став гравцем клубу Канадської футбольної ліги «Воркута». Виступав переважно за дублюючий склад «Воркути» (Торонто), якому допоміг виграти другий дивізіон Канадської футбольної ліги 2018. У сезоні 2019 року орендований новачком Канадської футбольної ліги «Кінгсман». 